# Stadio El Cobre
Lo stadio El Cobre è uno stadio situato nella città di El Salvador, nella regione di Atacama in Cile. L'impianto ospita le partite casalinghe del Club Deportes Cobresal.

## Storia
Quando fu fondato il Cobresal uno dei requisiti per poter accedere al campionato professionistico cileno era quello di possedere uno stadio conforme alle norme vigenti.
In città sorgeva già uno stadio (Estadio N.1) e inizialmente i dirigenti del neonato club erano intenzionati a ristrutturare l'impianto esistente per adeguarlo alle richieste della FFC, tuttavia dopo i sopralluoghi svolti dagli architetti Mario Recordón e Alberto Sartori e dall'ingegnere agronomo Rigoberto Silva si decise di costruire uno stadio ex novo. Il 27 luglio 1979 iniziarono ufficialmente i lavori di costruzione nella zona denominata Sausalito sotto la direzione dell'architetto Mario Recordón il quale si era già occupato della costruzione di diversi stadi cileni tra cui l'Estadio Monumental di Santiago.
Lo stadio venne inaugurato il 1º giugno 1980, dopo 10 mesi e 5 giorni di lavori, alla presenza di 7.696 spettatori.
La costruzione dell'impianto non fu semplice a causa della sua ubicazione, infatti la città di El Salvador sorge nel deserto di Atacama e la collocazione del manto erboso comportò ingenti spese.
In occasione della qualificazione del Cobresal alla Coppa Libertadores 1986 l'impianto è stato ristrutturato e la capienza aumentata per ottemperare alle normative imposte dalla CONMEBOL per la partecipazione alle manifestazioni continentali.
La particolarità dell'Estadio El Cobre è quella di avere attualmente una capienza maggiore rispetto alla popolazione del centro abitato in cui sorge, infatti può contenere oltre 20.000 spettatori nonostante gli abitanti della città siano meno di 9.000.
Il giorno 8 maggio 1999, in occasione della partita tra il Cobresal e l'Universidad de Chile valevole per la Primera División è stato inaugurato l'impianto di illuminazione dello stadio.